# Chun
El segundo príncipe Chun (12 de febrero de 1883-3 de febrero de 1951), nacido con el nombre de Zaifeng (chino: 载沣; Wade Giles: Tsai feng) en el clan manchú Aisin-Gioro —la familia imperial Qing que gobernaba China— ostentó el poder en el país entre 1908 y 1911 como regente de su joven hijo Puyi, el emperador Xuantong.
Su nombre de cortesía era Yiyun (亦雲). Su seudónimo elegido siendo mayor, era Shupi (書癖).

## Familia e infancia
Zaifeng fue uno de los dos hijos de Yixuan, primer príncipe Chun (1840-1891) que llegaron a la edad adulta, de los cinco que tuvo. Su madre, Lingiya (1866-1925), era una antigua doncella de la familia de su padre y luego segunda concubina del príncipe. Hija de un abanderado han, su apellido original era Liu, que cambió a Lingya —manchú— cuando contrajo matrimonio con Yixuan.
Nació en Pekín mientras su medio hermano mayor Zaitian reinaba como emperador Guangxu, habiendo sido elegido por las emperatrices viudas Cixi y Ci'an en 1875 para suceder al emperador Tongzhi. Su rama de la familia imperial obtuvo así la posición más elevada y su padre mantuvo una estrecha relación con Cixi. En enero de 1891, cuando apenas contaba ocho años, su padre murió y Zaifeng heredó inmediatamente su título, «príncipe Chun de primer rango». En 1900, cuando las potencias extranjeras ocuparon Pekín, la prometida del príncipe Chun se suicidó para evitar el deshonor de la violación.

## Vida en el gobierno
A finales de febrero o principios de marzo de 1901, la corte imperial que se había refugiado en Xian tras la Rebelión Bóxer y la intervención de las potencias extranjeras le nombró inspector del Ejército. En junio de ese mismo año y por insistencia de las potencias extranjeras, la corte nombró al joven príncipe Chun, de dieciocho años, embajador extraordinario, encargado de comunicar al emperador de Alemania las condolencias del emperador de China por el asesinato del embajador alemán, el barón Von Ketteler, al inicio del alzamiento bóxer. Zarpó hacia Europa en julio, se reunió con el kaiser alemán Guillermo II en Berlín en septiembre de ese mismo año, visitó varios países europeos y luego regresó a China. Fue uno de los primeros miembros de la familia imperial china en viajar al extranjero.
Cixi quedó bastante contenta por la forma en que desempeñó su misión en Alemania —según se afirma, rehusó arrodillarse delante del káiser, una costumbre obligatoria en la corte imperial china y que los alemanes habían insistido que realizase en Berlín—, y le otorgó varios puestos importantes en Pekín en los siguientes años. Al mismo tiempo Cixi desconfiaba de él por el favor del que gozaba con las potencias extranjeras. Una de las razones por las que  la emperatriz eligió a Chun para todos estos cargos tras 1901 era precisamente el hecho de que era el protegido de las potencias extranjeras, a las que Cixi cuidaba de no desagradar. Sin embargo, seguía empeñada en frustrar todo intento de desafío a su poder, de modo que el príncipe Chun le planteaba claramente un problema. Vio una oportunidad para neutralizar esta posible amenaza en 1902 al regreso de Chu de Alemania: le pidió al príncipe Chun que se casase con Youlan, la hija del general manchú Ronglu (1836-1903) del clan de Guwalgiya, uno de los dirigentes de la fracción conservadora en la corte y partidario leal de Cixi. Ronglu había tenido un papel principal en el brutal fin de la Reforma de los Cien Días en 1898 y en el internamiento del emperador Guangxu; al príncipe Chun le disgustaba y aceptó casarse con su hija solamente porque no deseaba contrariar a Cixi. El matrimonio, sin embargo, resultó infeliz. Con el príncipe Chun ahora firmemente asociado a ella, Cixi consideró que ya no suponía una amenaza. Cuando nació Puyi en 1906, el primer hijo del matrimonio, el bebé se convirtió en probable heredero al trono. La pareja tuvo otro hijo varón, Pujie y tres mujeres, Yunying, Yunhe y Yunying.

## Regencia
El emperador Guangxu murió 14 de noviembre de 1908. El mismo día, un edicto de la emperatriz Cixi proclamó al hijo mayor de Chun, Puyi, nuevo emperador. El príncipe Chun se convirtió en regente de su hijo. Al día siguiente, Cixi murió, terminando así sus cuarenta y siete años de dominio del país. El príncipe Chun permaneció como regente del imperio durante los tres años siguientes. Su primer preocupación fue castigar a Yuan Shikai, el comandante del ejército de Beiyang, que había traicionado a su hermano, el difunto último emperador Guangxu, y colaborado con Ronglu en el aplastamiento sangriento de la Reforma de los Cien Días en 1898. El príncipe Chun no pudo finalmente llevar a cabo su plan de asesinar a Yuan, pero éste perdió sus cargos y se le envió de vuelta a su pueblo natal en la provincia de Henan con el pretexto de que se recuperase de una enfermedad en el pie.
Durante los tres años siguientes, el regente realizó las reformas económicas y políticas que se habían comenzado a aplicar después del fin de la Rebelión Bóxer en 1901, pero tuvo que lidiar con las diferencias entre las fracciones conservadora —principalmente manchúe— y progresista —fundamentalmente han— del funcionariado. Inexperto, concentró el poder en una reducida camarilla, lo que disgustó a los funcionarios de menor rango. Prometió que en 1916 se proclamaría una Constitución, para lo que se aprobaron reformas previas. El 5 de febrero de 1909, se celebraron las primeras elecciones municipales y provinciales —la primera elección municipal tuvo jugar en Tianjin en 1907—. El 14 de octubre se reunieron en sesión por primera vez las veintiuna asambleas provinciales, con una mayoría de diputados monárquicos constitucionalistas que, junto con la minoría de revolucionarios, transformaron los organismos en instrumentos de agitación. Para contrarrestar las protestas, la mitad de los doscientos diputados de la asamblea nacional —reunida el 3 de octubre— no fue elegida por las provinciales, sino que fue nombrada por el Gobierno. Xinjiang, atrasada provincia, no había celebrado elecciones y no mandó diputados, a diferencia del resto de provincias que, en total, enviaron noventa y ocho a la capital. Zaifeng, por su parte, designó a noventa y seis diputados. Los diputados electos acabaron por dominar las sesiones parlamentarias y se ganaron el apoyo de los designados gubernamentales.
El período vio a los revolucionarios intentando varias insurrecciones para derrocar a la dinastía y hasta hubo un intento de asesinar al regente en febrero de 1910. El príncipe Chun no tenía el talento manipulador ni la codicia de poder de Cixi, y se mostró a menudo irresoluto y probablemente incapaz para este período problemático. Cuando el pseudoparlamento instó al regente a acelerar el proceso de reforma política y crear unas verdaderas Cortes, este adelantó la proclamación de la Constitución a 1913. El 8 de mayo de 1911 el Gran Consejo dio paso a un gabinete imperial presidido por el primer ministro Yikuang; esta medida no satisfizo a los constitucionalistas ya que el nuevo Consejo de Ministros no respondía ante el Parlamento y solo contaba con cuatro chinos han frente a siete manchúes de la familia imperial —tradicionalmente, el Gran Consejo había contado siempre con paridad entre los dos grupos—. La minoría manchú concentró más poder que nunca desde los primeros años de la dinastía Qing. Al día siguiente, el Gobierno anunció la nacionalización de los principales ferrocarriles, medida que disgustó a aquellos que habían invertido en ellos, especialmente porque se les comunicó que no recuperarían completamente su dinero. Esta decisión llevó a muchos inversores burgueses y nobles a simpatizar con los revolucionarios y fundaron el Movimiento para la Protección del Ferrocarril.
Por otro lado, Zaifeng expulsó al decimotercer dalái lama en 1910, que no regresó de la India hasta 1913, cuando declaró la independencia del Tíbet.
El 10 de octubre de 1911, estalló el levantamiento de Wuchang, que marcó el comienzo de la Revolución de Xinhai que acabó con el derrocamiento de la dinastía Qing. La corte se vio forzada a llamar a Yuan Shikai, a pesar de la aversión profunda del regente hacia él, ya que era el único capaz de vencer a los revolucionarios. Yuan fue nombrado primer ministro el 16 de noviembre y el príncipe Chun, privado ya de todo poder efectivo, renunció a su cargo el 6 de diciembre de 1911 y fue reemplazado como regente por la emperatriz Longyu (su cuñada). Al regresar a casa ese día, indicó a su familia: «Ahora vuelvo a la familia y puedo cuidar finalmente de mis hijos». Los tres años de regencia fueron en efecto los más duros de su vida; a diferencia de Cixi o Yuan Shikai, nunca disfrutó con el ejercicio del poder y los testigos afirman que se sintió aliviado al abandonarlo.

## Vida después de la dinastía Qing
Después de abandonar la política, el príncipe Chun siguió siendo una figura respetada tanto para los nacionalistas como para los comunistas, que agradecieron su pacífica renuncia al poder y la aceptación de la república. Sun Yat-sen le visitó en Pekín en septiembre de 1912, ocasión en la que le felicitó; a su vez, el príncipe declaró formalmente que aceptaba la nueva república.
A la muerte de la emperatriz Longyu en 1913, pasó a administrar la pequeña corte imperial que quedaba en torno a Puyi y gestionó todos los asuntos cortesanos hasta 1924, cuando el exemperador fue expulsado de la Ciudad Prohibida. En 1917, durante la breve restauración de Puyi a manos del caudillo militar Zhang Xun, el príncipe Chun no desempeñó ningún papel significativo; el lema de Zhang había sido, de hecho: «no permitir a los familiares del emperador participar en el gobierno».
Vivió en su palacio en Pekín, la Residencia Del Norte, hasta 1928. Pasaba el tiempo alejado de la política, dedicado a la lectura de libros históricos y de las nuevas revistas. Tras la proclamación de la república, contrajo un nuevo matrimonio  con una concubina con quien tuvo varios hijos. Su esposa principal, la madre de Puyi, se suicidó en 1921 tragando opio después de ser reprendida en una audiencia pública por la concubina Duankang, por la mala conducta del joven emperador Puyi. La concubina Duankang era la mujer de mayor rango en la Ciudad Prohibida desde la muerte de la emperatriz Longyu en 1913.
En 1928, se trasladó a Tianjin, donde vivió en las concesiones británica y japonesa. En agosto de 1939, cuando Tianjin quedó devastada por una inundación, regresó a la Residencia Del Norte en Pekín. Contrario a la idea de establecer el Estado de Manchukuo bajo control japonés, previno a Puyi contra el proyecto, pero este desoyó sus consejos. Después de que Puyi se convirtiera en emperador de Manchukuo, le visitó en tres ocasiones, pero rechazó aparentemente participar en los asuntos del nuevo Estado. Puyi deseaba que residiese en Manchukuo, pero él se negó y utilizó como excusa una enfermedad para regresar a Pekín. Al final de la Segunda Guerra Mundial, cuando el Kuomintang recuperó Pekín de las autoridades japonesas, el municipio de Pekín le envió una carta de reconocimiento por su actitud durante la ocupación japonesa.
Cuando los comunistas tomaron el control de China continental en 1949, fue honrado nuevamente por los miembros del partido. La penuria financiera le obligó a vender la Residencia Del Norte. Donó su biblioteca y su colección de arte a la Universidad de Pekín. También contribuyó al socorro de las víctimas de la inundación del río Huai de 1950.
Muchos de sus descendientes residen en Pekín, entre los que se cuentan Jin Youzhi, Jin Yuzhang y Jin Yulan. Muchos han cambiado su nombre de clan Aisin Gioro por el nombre de familia chino Jin (que significa «oro», una traducción directa de la palabra manchú aisin).
Los historiadores difieren en sus valoraciones del segundo príncipe Chun y de su regencia. Mientras una parte lo describe como un conservador que trató de restablecer el poder manchú a pesar de los rápidos cambios de su época, otros insisten en que las reformas que puso en marcha mientras era regente bien podrían haber transformado China en una monarquía constitucional liberal si no hubiese estallado la Revolución de Xinhai. 
- Datos: Q144348
- Multimedia: Zaifeng, 2nd Prince Chun / Q144348

| Predecesor: Cixí | Regente de China 1908-1911 | Sucesor: Emperatriz Longyu |